# Хвильова пружина

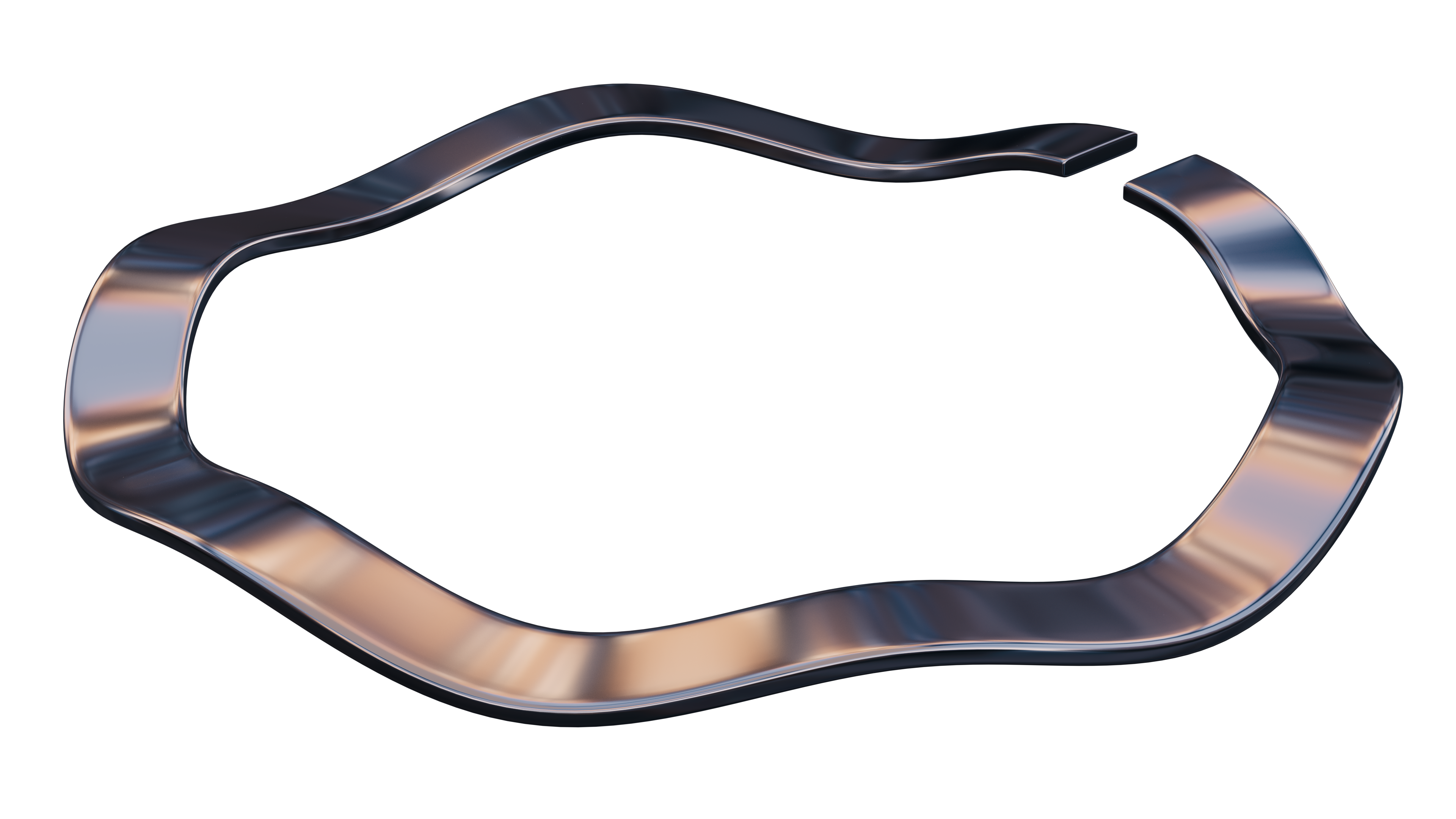
Одновиткова хвильова пружина

Хвильова́ пружи́на (англ. wave spring) — пружина стиску у вигляді синусоїдальної металевої стрічки, що вигнута ребром по колу заданого діаметра (зазвичай діаметром від 5 мм до 3000 мм).

## Конструктивні особливості
Хвильові пружини за конструктивним виконанням поділяються на одновиткові та багатовиткові.
Одновиткові хвильові пружини виконують у вигляді кільцевого витка з вільними кінцями, які можуть розташовуватись один відносно одного із зазором або з перекриттям. Такі пружини застосовуються для малих робочих ходів, за малих і середніх навантажень.
Багатовиткові хвильові пружини поділяються на:
- хвильові пружини із вершинами, що дотикаються, де кожний наступний виток зміщений на половину довжини хвилі синусоїди від попереднього витка. Такі пружини типу «вершина до вершини» можуть виготовлятися з пласкими торцями зі стрічки прямокутного перерізу. Плоскі торці забезпечують контакт поверхні по колу 360 градусів, на відміну від декількох точок контакту хвилястих торців. Під навантаженням плоскі торці рівномірніше розподіляють силу пружини по спряжених елементах. Плоскі торці використовуються також при кріпленні пружини до деталей, з якими вони контактують. Механічна жорсткість пружини зменшується прямо пропорційно до кількості витків. Застосовуються при великих робочих ходах для малих та середніх навантажень.
- багатошарові хвильові пружини, що формуються з декількох паралельних, повністю вкладених один в одного витків суцільної стрічки. Механічна жорсткість пружини зростає прямо пропорційно до кількості витків. Для такого типу пружин не вимагається об'єднання окремих пружин у пакет для створення великих зусиль. Застосовуються при малих робочих ходах, для середніх та великих навантажень.

## Застосування
Хвильові пружини широко використовують для створення статичних навантажень в защільнювачах та підпружинення регулювальних елементів трубопровідної арматури, опорних вузлах, при навантаженні плаваючих підшипників, у запобіжних муфтах, у віброізоляторах та як альтернатива тарілчастих пружин. Вони служать для компенсації допусків, технологічних та температурних зазорів у з'єднаннях деталей у широкому діапазоні сил (від одиниць до десятків тисяч ньютонів) та з високою точністю. Хвильові пружини натягу підшипників усувають осьовий люфт й шум при роботі підшипника за рахунок усунення осьового зазору між тілами кочення й кільцями підшипника. Попередній натяг зменшує втрати на тертя, зменшує імовірність руйнування підшипника від вібрацій та зносу.
Хвильова пружина за тих же сил й робочих ходах може бути до 50% компактнішою й легшою від витої пружини, оскільки механічні властивості стрічки є значно вищими від круглого дроту. Застосування хвильових пружин є оптимальним в умовах жорстких обмежень осьових та радіальних габаритів вузла.

## Виробництво
Методики розрахунку хвильових пружин характеризуються високою точністю, технологічний процес виготовлення забезпечує повторюваність та передбачуваність параметрів готових виробів. Для виробництва таких пружин, залежно від умов експлуатації можуть використовуватись наступні матеріали:
- вуглецева сталь (типовий матеріал);
- неіржавна сталь (характеризується вищими механічними й температурними характеристиками);
- берилієва бронза (має високі корозійну стійкість, електропровідність, пружні властивості, є немагнітною);
- нікель-хромовий сплав інконель (характеризується стійкістю до корозійних середовищ за підвищених температур);
- кобальт-хромо-нікелевий сплав Elgiloy® (корозієстійкий в умовах морської води та сульфідних середовищах).

Провідні виробники хвильових пружин:
- Smalley Steel Ring Company
- Keihin Metal CO.,LTD
- Matsumura-Kohki Co., Ltd
- Lee Spring Company
- Rotor Clip Company, Inc